# Mateusz Malanowski
Mateusz Piotr Malanowski – polski inżynier, profesor nauk inżynieryjno-technicznych. Specjalizuje się w radiolokacji i przetwarzaniu sygnałów. Profesor uczelni na Wydziale Elektroniki i Technik Informacyjnych Politechniki Warszawskiej.

## Życiorys
W 2004 ukończył studia magisterskie na Wydziale Elektroniki i Technik Informacyjnych Politechniki Warszawskiej. Doktorem został w 2009 na podstawie pracy pt. Optymalizacja przetwarzania sygnałów w radarach z pasywną koherentną lokalizacją obiektów, przygotowanej pod kierunkiem Krzysztofa Kulpy. Habilitował się w 2013 na Wydziale Elektroniki i Technik Informacyjnych PW na podstawie dotychczasowego dorobku naukowego i pracy pt. Algorytmy przetwarzania sygnałów i metody lokalizacji obiektów w bistatycznych radarach pasywnych z falą ciągłą. 1 czerwca 2022 otrzymał tytuł naukowy profesora nauk inżynieryjno-technicznych.
W swojej działalności naukowej skupił się na estymacji parametrów, obrazowaniu radarowym oraz wykrywaniu i śledzeniu obiektów. Prowadził także badania w dziedzinie radarów szumowych i pasywnych, jak również radarów z syntetyczną aperturą. Pełnił funkcję sekretarza seminarium Zakładu Teorii Obwodów i Sygnałów w Instytucie Systemów Elektronicznych na Wydziale Elektroniki i Technik Informacyjnych PW. Członek Institution of Engineering and Technology oraz Instytutu Inżynierów Elektryków i Elektroników.
Publikował prace w czasopismach, takich jak „IEEE transactions on Aerospace and Electronic Systems", „IET Radar, Sonar & Navigation" czy „IEEE Transactions on Geoscience and Remote Sensing".